# Tetragnatha hasselti
Tetragnatha hasselti este o specie de păianjeni din genul Tetragnatha, familia Tetragnathidae, descrisă de Thorell, 1890. Conține o singură subspecie: T. h. birmanica.